# Baile de diablos
El Baile de diablos (en catalán, Ball de Diables) es una de las tradiciones más arraigadas inicialmente en Cataluña, sobre todo por Tarragona y cercanías, y posteriormente en la Comunidad Valenciana, donde se llama Correfocs (Correfuegos), e Islas Baleares. Actualmente, su participación en pasacalles, procesiones y correfocs (correfuegos) se han convertido en una parte esencial de las Fiestas Mayores de muchos pueblos y ciudades.

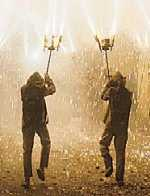
Diablos en una actuación.

## Orígenes
El origen de los bailes hablados es incierto y arriesgado de precisar pero parece ser que deriva del teatro medieval callejero. Básicamente, la vía de transmisión del baile popular (bailes hablados o con parlamentos, danzas, etc.) ha sido la vía oral. Así, es lógico que en esta transmisión hayan llegado alterados respecto a la versión original.
Respecto al Baile de Diablos, a pesar de que se le reconoce popularmente como "baile", debe considerarse un entremés, ya que este tipo de actuación se hacía entre plato y plato, en las comidas de la nobleza en la Edad Media.
La síntesis del Baile de Diablos es una representación teatral de la lucha del Bien contra el Mal. El su contexto escénico también fue utilizado, principalmente para las fiestas de Corpus, en las procesiones eclesiásticas como acompañamiento para dar un aspecto más ceremonioso y espectacular. Finalmente, los diablos, diablillos o demonios desfilaban encabezando la comitiva para anunciar su llegada con jaleo de todo tipo. De forma estrepitosa y ruidosa apartaban el público asistente abriéndose paso en la procesión.

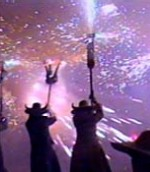
Demonios en un "ball de diables"..

De todas maneras encontramos la figura del diablo o diablillo en el origen de todos los bailes hablados. Es un personaje que no tiene nada que ver con la obra que se representa, pero que se pone por medio y hace reír con sus cabrioles. Al final de la obra dice unos versos satíricos relacionados con la vida política o pública de la localidad donde se representa, y que todos esperan con deleite.
Este podría haber sido el origen del baile de diablos. Partiendo de un personaje que cada vez fue tomando más protagonismo y que llegó a superar la expectativa de la obra original, quedó la parte del diablo como la más popular.
La primera mención escrita de un Baile de Diablos, según Joan Amades, data del año 1150. El acto fue representado en el banquete de la boda del conde de Barcelona, Ramón Berenguer IV con la princesa Petronila, hija del rey de Aragón. La crónica nos dice que representaba la lucha de unos demonios, dirigidos por Lucifer, contra el Arcángel San Miguel y una cuadrilla de ángel
La segunda referencia escrita que conocemos, citada en el Libro de Solemnidades de Barcelona, es de las fiestas de 1423 rememorando la venida a Barcelona del rey Alfonso V de Aragón, procedente de Nápoles.
También en Cervera participan los diablos para las fiestas de Corpus del año 1426. Otra vez en Barcelona, con motivo de la llegada del duque de Calabria en septiembre de 1467, se organizan unas fiestas donde los diablos también estuvieron presentes.
A principios del siglo XV, en las procesiones del Corpus de Barcelona, se clausuraba la comitiva con un entremés, formado por una cuadrilla de ángeles y otra de diablos, representando al Dios de la muerte.

## Historia
'Un águila coronada saca la cabeza en medio de un baile de diablos.
En la tradición del Baile de Diablos se pueden diferenciar tres épocas. En un primer período, desde principio del siglo XV hasta el fin de la invasión francesa el año 1814, el baile fue inducido fundamente con un cariz eclesiástico, ya fuesen procesiones, díadas o festivales de Corpus, y también por aspectos políticos o estatales.
Una segunda fase abarcaría desde finales de la guerra del francés hasta mediados del siglo XX. En este segundo momento, los bailes de diablos amplían sus salidas a acontecimientos civiles como fiestas mayores y carnaval, a pesar de que continúan asistiendo los actos político-religiosos que les dieron origen.
Durante este período hay antecedente de la aparición de nuevos grupos o cuadrillas de diablos como: en 1850 en Tarrasa, en 1861 en Riudoms, en 1865 en Hostafrancs y en 1869 en Porrera. Con el curso del tiempo algunas de estas cuadrillas se dispersaron para siempre y otras han reaparecido después de más de un siglo de eclipse desde su formación.
Durante los años que siguen y hasta las primeres recuperaciones que culminan hacia 1978, debe hablarse de dos momentos:
En un primer momento que iría de los años veinte hasta la Guerra Civil, la tradición del baile de diablos se conservó por inercia y poco a poco fue decayendo. Al acabar la guerra, y a pesar de los antagonismos, ya fuesen personales, políticos o religiosos, se inicia una reposición del baile dentro de la recuperación global de las fiestas a finales de los setenta.
El tercer período se inicia en la década de 1980 y coincide con la época de reivindicación y recuperación de las antiguas fiestas populares, a lo ancho de Cataluña.
El ánimo en la búsqueda y la estudio de las tradiciones popular, favorecida por las administraciones locales, fomenta la creación de nuevos grupos dinamizadores, dando a la fiesta pública de calle un protagonismo cultural y social casi perdido hasta el momento.
La organización del "correfuego" para las Fiestas de la Merced en Barcelona, lleva al pasacalles de la ciudad numerosos grupos tradicionales de diablos. Para una parte del público, fue un recuerdo complaciente y entrañable; para muchos otros fue un acontecimiento nuevo, fantástico e ilusionante. En conjunto, un suceso suficientemente incitador y motivador para forjar nuevos grupos.
Por otra parte, la iniciativa de una histórica cuadrilla del baile de diablos, la de L'Arboç del Penedès, constituyó el primer Encuentro de Diablos de Cataluña, para San Juan de 1981, fue otro motivo que contribuyó a fomentar nuevas cuadrillas.
En este ya último período, que se puede considerar una época pletórica para el baile de diablos, aparecen a lo ancho de Cataluña un número muy importante de nuevas cuadrillas de diablos y otros elementos de fuego con una clara inspiración en los modelos históricos.
Hoy día no es nada extraño que en una misma localidad haya más de una cuadrilla de diablos, dragones y otro bestiario.
En referencia a las características de los grupos de Baile de Diablos, hay dos variantes con una configuración y una dinámica bien diferenciadas:
Por un lado hay un modelo con estructura teatral. Es el caso del baile de diablos con parlamentos, característico del Panadés, Garraf y el Campo de Tarragona, en que hay una personificación dramática representando la rivalidad del bien y del mal con unos personajes bien definidos como Lucifer, la Diablesa, el Arcángel San Miguel y otros diablos que sólo recitan arengas críticas y versos satíricos de los advenimientos sociales y políticos contemporáneos de la localidad.
Por otra parte, hay el baile de diablos sin parlamentos como es el caso del Bajo Campo y el Priorato. Los caracteriza la ausencia por completo de una representación de baile hablado, así como también de un número estable y concreto de sus componentes. Su ámbito preferente es el de las celebraciones cívicas, alguna procesión religiosa o también en los solemnes traslados de algunas vírgenes, como la de la Misericordia de Reus o bien la Virgen de la Riera de las Borges del Camp.

## Fiesta de fuego y jergas

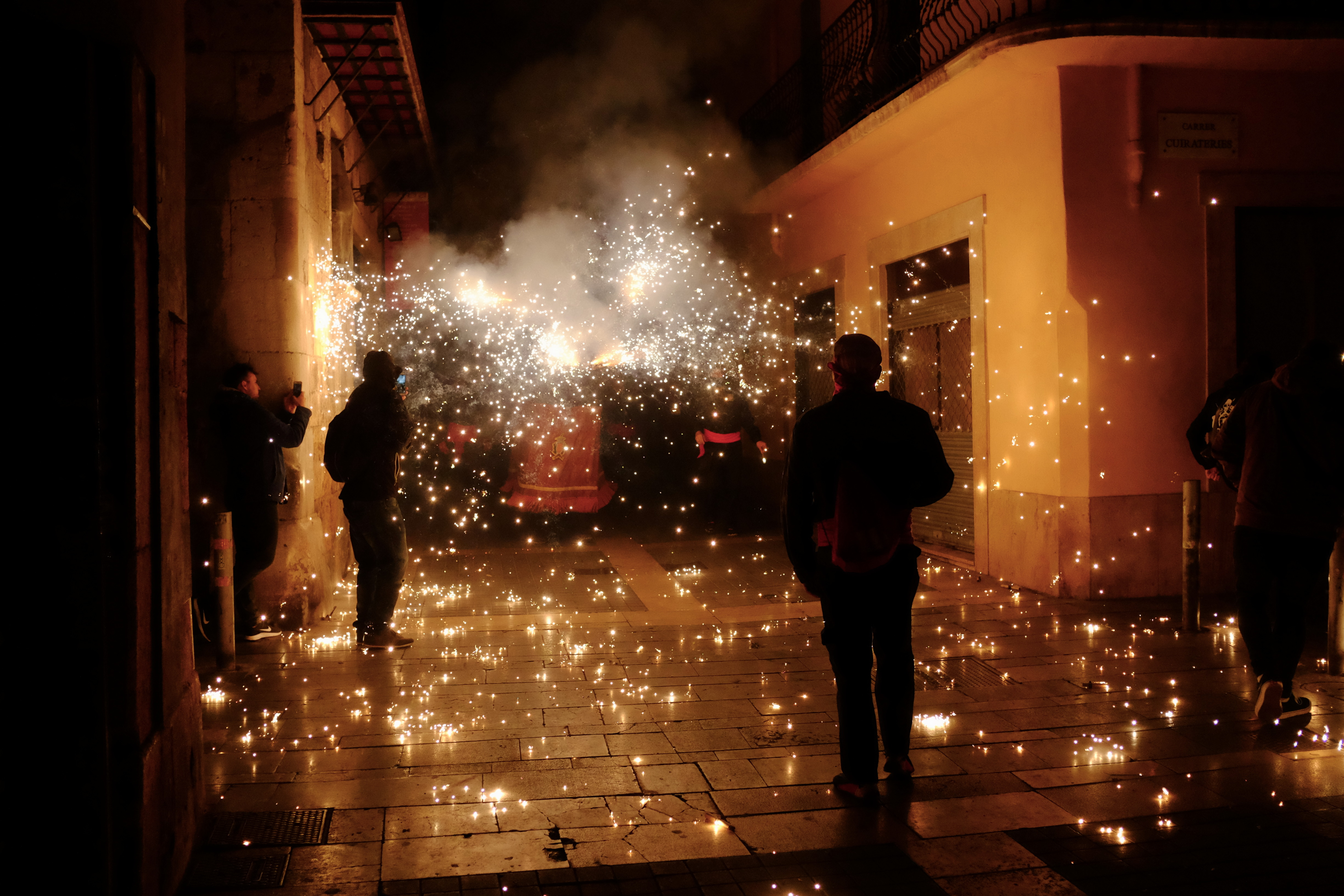
Baile de diablos en Tarragona

El fuego, como símbolo remoto, siempre ha sido un elemento universal y extraño que ha suscitado inquietud; también es extraordinario porque genera nerviosismo; asimismo es incorpóreo, entonces, produce ilusión en un mundo quimérico.
El fuego ha formado parte desde tiempos inmemoriales de nuestra cultura. Tenemos fuegos diversos y bien diferentes. Algunos son de carácter esotérico; el fuego purificador (el del purgatorio), el castigador (el del infierno). De otros, menos represivos y censurables, sin embargo, igual de incandescentes, resultan, eso sí, mucho más fantásticos, populares y divertidos. Sencillamente son los Fuegos Festivos. Estos tipos de fuegos, son un exponente protagonista en la proyección de mitos, creencias y rituales de numerosas leyendas folclóricas. Por toda Cataluña hay diversidad de fiestas populares y tradicionales donde el fuego asume el protagonismo expresivo de la celebración.
La pólvora, invento chino que data del siglo XII, traída a Europa por los árabes, es el apoyo pirotécnico de los fuegos artificiales. Estos, concebidos inicialmente para festejar cualquiera motivo solemne, daban, y todavía dan, un aire majestuoso y espectacular a todo hecho, acto o festividad, que se quiera conmemorar.
El fuego es un vínculo firmemente asociado al mundo del demonio. El tirar fuego es un hecho característico, de indiscutible ligamen en las cuadrillas de Baile de Diablos. Este colectivo, entusiasta, divertido y con juerga como nadie, es el soberano de una fiesta que está llena de olor a pólvora, de sinuosas nieblas de humo sólo diluidas por una luminaria de chispas incandescentes. La explosión del trueno, la luminosidad del fuego, el humo y el repique de los timbales crean un ambiente ensordecedor y aceleran las vibraciones hasta tal punto que nos encontramos inmersos y atrapados en una sensación que domina, que emborracha y domina. La ignición de los petardos hace sentir rápidas y fulgurantes emociones; efímeros instantes visuales de fuego, turbados solo por fuertes explosiones de las carretillas y por el persistente sonido de los timbales. La escena se impone por sí misma, el efecto es indescriptible. En la oscuridad, siluetas con cuernos danzan y saltan en medio de un diluvio de fuego en un ambiente irrespirable de sudor y pólvora quemada.
Asimismo el diablo está amparado de la ignición pirotécnica por un atuendo. este, confeccionado con ropa de saco o bien de un tejido grueso de algodón, protege de las ascuas incandescentes. Asimismo llevan unos ornamentos, según el gusto de cada cuadrilla, que representan figures infernales, animales o vegetales. Antiguamente la indumentaria era de alquiler; hoy día algunas son de propiedad municipal y otras, particulares de cada uno de los componentes de la cuadrilla.
La palabra cohete queda ligada a esa tradición, ya que Cohet es el nombre del diablo en el idioma gascón como lo recoge el Dictionnaire du Béarnais et Gascon Modernes (Simin Palay, Eds du C.NR.S. Paris, 1998). Cohet en catalán (hoy en día coet), luego cohete en español,  provendría del habla de inmigrantes gascones encargados de la realización de los bailes de diablos en el siglo quince, oficio por cierto considerado de villanos en la Cataluña de esta época. Los gascones hacían "de cohets" en su idioma, es decir "de diablos", y la gente, en verlos con cohetes, entendieron la palabra "cohet" como "fuego de artificio".
En esencia, cuando en la fiesta de los diablos no existe ninguna interpretación teatral del baile hablado, pero hay otras formes de representación conocidas por los nombres de: Pasacalles - Correfuego - Carretillada y por último la Encendida Conjunta.

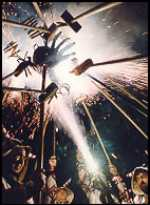
Grupo de diablos en el momento de la encendida conjunta..

- Por lo referente al Pasacalles, diremos que es una actuación por las calles de la ciudad de las cuadrillas de diablos. En el recorrido, los demonios que avanzan en formación de marcha, disparan carretillas en medio de un público pasivo que ante el estruendo de la explosión de la carretilla encogen el corazón por el sobresalto, o bien enmudece de golpe el jaleo, el ruido de un auditorio que observa boquiabierto el paso de la comitiva clausurada por los diablos tamborileros de la cuadrilla.
- En el Correfuego, como en el pasacalles, puede actuar por los calles de la ciudad una sola cuadrilla o bien otras cuadrillas invitadas. El público, mayoritariamente joven, participa en la fiesta de manera mucho más activa. La detonación de la carretilla y la lluvia de ascuas enardece los ánimos para saltar y a bailar de la excitada concurrencia, compartiendo con los carnudos diablos la chirigota en medio de silbidos, truenos, y fuegos artificiales.
- La Carretillada es el acto de encendido conjunto de las carretillas -la encendida-, por parte de todos los diablos; estos se disponen en círculo con las mazas cargadas al máximo de la su capacidad, haciendo una rueda de paraguas de fuego que gira de forma continuada, produciendo con la descarga de sus carretillas una nube relampagueante y ruidosa.
- Para acabar la encendida conjunta, es el punto culminante de la actuación. Los diablos se apiñan alrededor del punto de encendida y a la voz de fuego!!!, encienden sus surtidores mientras abren la rueda hasta quedar en círculo. Entonces el cielo se llena de una luz blanca y vertical con mil chispas incandescentes, resaltando en la oscuridad de la noche una cortina pirotécnica y un fuerte trueno "demonial" que, unidos al repicar seguido y enérgico de los timbales como a música de fondo, da al cierre una apariencia espléndida y vistosa.

## Primeras referencias escritas

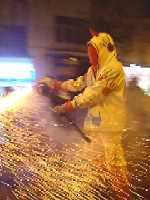
Un diablo arrancando a correr justo después de encender una carretilla..

Existe documentación que acredita actuaciones o bien salidas de las cuadrillas de diablos en muchos lugares de Cataluña. Las salidas en las localidades de Cataluña que se detallan a continuación por orden cronológico, tienen (en la mayoría de los casos) antecedentes que no se han podido documentar hasta la actualidad. No se trata de una relación de todas las actuaciones de cada cuadrilla. Es por eso que se detallan sólo las primeras referencias escritas:
1426 en Tarragona:
La tradición del Baile de Diablos en Tarragona siempre ha estado muy arraigada, poseyendo una numerosa documentación de sus actuaciones; algunas de ellas datan de:
- 1426, año en que se tiene noticia del primer entremés de la Arcángel San Miguel.
- Entre los años 1444 y el 1448, actuaciones de los diablos y del ángel San Miguel en el Consejo Municipal.
- 1531, conmemorando la entrada de la arzobispo Luis de Cardona.
- 1577, conmemorando la entrada de la arzobispo Antonio Agustín.
- 1617, festejando la llegada del nuevo arzobispo Juan de Montcada.
- 1633, con la llegada del rey Felipe IV coincidiendo con las fiestas de Santa Tecla.
- 1695, en ocasión del nuevo arzobispo Jose Llinás.
- 1706, con motivo de la entrada del rey Carlos III.
- Reiteradamente, años 1722, 1729, 1755, 1765, 1785, la ciudad celebra con representaciones del Baile de Diablos los cambios eclesiásticos de la diócesis de Tarragona.
- 1841, para las Fiestas de Santa Tecla.
- 1846, con motivo de las bodas de la reina Isabel II.
- 1861, en ocasión de la entierro del Carnaval.
- 1891, en la llegada del agua de San Magí.

1451 en Igualada:
- Documentación encuentro, y datada en 1451, hace referencias al entremès de San Miguel y los diablos.
- 1453, acontecimiento de esta época testimonian el "Castillo del Infierno".
- 1474, otra vez hay indicios de actuaciones de diablos.
- 1489, participación de los diablos para las fiestas de Corpus.

1460 en Vendrell:
- Aparece en las crónicas de 1460, por la procesión de Corpus, un baile llamado "Diablura". En esta actuación teatral, representada en medio de una plaza, los componentes del baile llevaban camales, cascabeles y caretas.
- 1460, en referencia a los bailes, la cofradía del Santísimo Sacramento menciona en el libro de cuentas los gastos invertidos en pólvora y en los músicos.
- 1717, en el libro de visites Pastorales, contiene diversos comentarios de los "bailes".
- 1784, la congregación de San Salvador cita en su libro de Entradas el coste de la pólvora utilizada durante las fiestas.
- En el curso del siglo XIX diversas publicaciones de prensa, Diario de Barcelona, Diario de Reus o Diario de Vilanova entre otros divulgan actuaciones del Baile de Diablos en la Fiesta Mayor.

1602 en Villafranca del Panadés:
- Las primeras referencias de los Diablos de Vilafranca datan de comienzos del siglo XVII. La noticia conecta en el Libro Verde de la ciudad que detalla las ceremonias de las fiestas de Corpus.
- 1618, en la procesión de las fiestas de la virgen Inmaculada, la comitiva estaba precedida por un músico, del Dragón y diablos.
- 1816, con motivo de la Fiesta Mayor de la ciudad.
- Originariamente los versículos del baile eran en castellano; más tarde se añadieron fragmentos en catalán.

1710 en Villanueva y Geltrú:
- Diablillos que acompañaron a la Mulasa: Son detallados en el Libro de Cuentas de la iglesia de San Antonio, diversos recibos con el precio de cohetes para la Mulasa y para unos diablillos que la acompañaron.
- 1722, para la Fiesta Mayor de San Antonio.
- Sucesivamente y hasta 1778, para las fiestas de San Antonio y para la celebración del Corpus, hay referencias de actuaciones de la Mulasa y del Diablillos.
- 1779, una disposición real prohibió que la Mulasa tirase fuego.

1715 a Berga, La Patum de Berga:

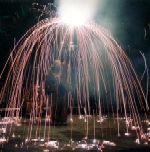
Espectacular lluvia de fuego en medio de un correfuego..

- Según documentos del siglo XVIII, la Patum, inicialmente era conocida con el nombre de Bulla. La fecha exacta en que comienza a conmemorarse se desconoce; consta en el archivo Berguerdá que en la año 1725 el notario José Altarriba poseía un certificado de la celebración de la Bulla de la año 1715.
- La Patum sólo se celebra por Corpus, y ocasionalmente con algún motivo relevante.

1771 en Reus:
- Hay referencias de los diablos de Reus desde diciembre de 1771 para las fiestas en honor a la Madre de Dios de la Misericordia; asimismo sucedió en mayo de 1788.
- 1792, en el traslado de la Virgen de la Misericordia.
- 1816, en honor de la Virgen de Misericordia, coincidiendo con la Fiesta Mayor de San Pedro.
- 1825, en acción de gracias a la Virgen por salvar a la ciudad de una epidemia.
- 1843, para las fiestas en honor de la reina Isabel II.
- 1845, acompañando a la procesión de traslado de la Virgen.
- 1850, para las fiestas en honor a la Virgen de la Misericordia y de San Pedro.
- 1852, celebración por feliz parto de la reina.
- 1854, en agradecimiento por haber-se librado la ciudad de una epidemia de cólera.
- 1860, participan los diablos en las fiestas del Carnaval.
- 1880, conmemorando las fiestas del barrio de Jesús.
- 1885, en ocasión del traslado de la Virgen de la Misericordia en su santuario.
- 1892, glorificando los 300 años de la Aparición de la Virgen de la Misericordia.
- 1893, en ocasión de la entierro del Carnaval.

1803 en Valls:
- Documentaciones diversas citan durante mayo de 1803 el Baile de Diablos en Valls con motivo de las fiestas de San Francisco.

1832 en la 1ª Fiesta Mayor de Villanueva y Geltrú:
- Fines de 1832, los diablos vilanovines custodiaban el Dragón; para la Fiesta Mayor de este año, aparecen ya organizados en forma de Baile de Diablos con parlamentos.
- Posteriormente los diablos actuaron de forma constante y regular excepto en algún caso insólito, ya fuesen epidemias del cólera (1854), o bien por falta de carretillas, en 1855, o también a causa de la guerra de Cuba, en el año 1870.

1846 en Arbós:
- Las anotaciones históricas en el Archivo arbocenc de la ciudad nos aportan referencias que acreditan la existencia de diablos desde el año 1846, a pesar de que su origen es mucho anterior, atendiendo las declaraciones de Agustí Romagosa i Plana, vecino de Arbós.
- 1876, en el programa de las fiestas se cita el baile de diablos, entre otros bailes y danzas, que efectuaban sus actuaciones ante el Ayuntamiento.
- 1887, comenta en la Archivo Municipal la participación de los diablos para la Fiesta Mayor de aquel año.

1849 en Torredembarra:
- Diferentes publicaciones periodísticas acreditan el Baile de Diablos en aquellas fechas.
- El Diario de Barcelona, anuncia la participación del diablo en las Fiestas Mayores de 1849 y de 1853.
- El Diario de Tarragona informa de la actuación del baile de diablos para la Fiesta Mayor de 1883.

1850 a las Borjas del Campo:
- La tradición de ir a buscar a la Virgen a la ermita está documentada por primera vez en el año 1850, a pesar de que se sospecha que la tradición es de muy anterior.
- Para la coronación de la Virgen de la Riera, en el año 1916, se ratifica la salida del baile con la también participación de la cuadrilla del Baile de Diablos de Reus.

1853 en Sitges:

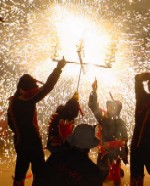
Una gran luminosidad aparece en el momento de la encendida conjunta..

- En las cuentas de la Fiesta Mayor de este año es encuentra la primera referencia escrita del Baile de Diablos de Sitges. Más tarde, en diversas anotaciones consistoriales es detalla el coste de posteriores actuaciones, algunas de las cuales datan de:
- 1858, hay un pago de 12 duros y 10 reales para la salida de los diablos.
- 1860, la cuadrilla alquiló los vestidos en la localidad de Vilafranca del Penedès, con un coste de 4 duros y 4 reales.
- 1861, participaron en la procesión para la nueva ermita de San Sebastián.

1861 en Falset:
- En el programa de la Fiesta Mayor de este año aparece la intervención del baile de diablos.
- 1862, participaron en las fiestas celebradas en honor a Santa Cándia.
- 1880, otra vez en el programa de actos se anuncia la asistencia de los diablos entre otros.
- 1887, actuación del baile de diablos conmemorando las fiestas de Santa Cándida.

1863 a San Quintín de Mediona:
- La primera mención que se conoce de los diablos de esta localidad es de la año 1863. En las cuentas de la Fiesta Mayor, consta el gasto de carretillas y el coste de vestidos para los diablos.
- Se sabe que en año 1799 ya se celebraba la Fiesta Mayor, pero se desconoce el tipo de actos, bailes y danzas que se hacían.

1850 en Tarrasa.
1861 en Riudoms.
1865 en Hostafrancs.
1869 en Porrera.
1987 en Torrelles de Foix.